# Патрісія Маджлуф
Патрісія Маджлуф Чіок — перуанська вчена-біолог, зоолог, дослідниця і захистниця природи. Вона заснувала Центр екологічної стійкості (CSA) в Університеті Каєтано Ередіа в 2006 році. Зараз вона є віце-президентом Oceana в Перу, неприбуткової організації, що займається захистом океанів.
Під час уряду Ольянта Хумали, будучи призначена 25 лютого 2012 року, Патрісія недовго обіймала посаду віце-міністерки рибного господарства. Через кілька місяців, 3 травня 2012 року, вона подала безповоротну відставку з його посади через її «невідповідність і невдоволення управління рибальським сектором» під керівництвом тодішнього міністра виробництва Хосе Уркісо Маджіа.

## Біографія
В Університеті Каєтано Ередіа Маджлуф отримала ступінь бакалаврки наук у 1980 році з біології моря в 1981 році, а також ступінь доктора філософії зоології в Кембриджському університеті в 1988 р.
З 1982 року Патрісія керувала найдовшою дослідницькою програмою біля узбережжя Перу, вивчаючи вплив Ель-Ніньйо та рибальства на популяції морської дикої природи. З 1996 року вона керує зусиллями по збереженню моря в Перу, сприяючи створенню морських охоронюваних територій та розвиваючи поінформованість громадськості про великомасштабні екосистемні та соціально-економічні наслідки промислового рибальства для перуанських анчоусів (Engraulis ringens) та інших видобувних галузей в системі апвеллінгу течія Гумбольдта.
У 2006 році вона рекламувала Тиждень Анчовети, намагаючись сприяти національному споживанню цього виду та показати його екологічну роль в екосистемі течії Гумбольдта. Кампанія в партнерстві з перуанськими кухарями та ресторанами дозволила збільшити споживання людей з 10 000 тонн у 2006 році до 190 000 тонн у 2012 році. Центр екологічної стійкості (CSA), установа під керівництвом Маджлуфа, отримав у 2012 році від Фонду BBVA одну з нагород за збереження біорізноманіття, нагороду, яка відзначає зусилля щодо збереження біорізноманіття в Латинській Америці.
У 2012 році вона була нагороджена стипендією Pew Fellowship в галузі охорони моря для реалізації проєкту, метою якого було скорочення промислового вилову анчоусів для виробництва рибного борошна та риб'ячого жиру. Вона прагне збільшити безпосереднє споживання їх людиною.

## Нагороди та визнання
- 2006 рік. Золота премія Вітлі за охорону узбережжя та моря.[15]
- 2007 рік. Стипендія Гуггенхайма.[16]
- 2012 рік. Стипендія Pew Environment Group в галузі охорони морської природи, присуджена Pew Environment Group у Вашингтоні, округ Колумбія[17]
- 2013 рік. Медаль за заслуги та заслуги від Університету Каєтано Ередіа.[18]